# Каливија Варварас
Каливија Варварас (грч. Καλύβια Βαρβάρας) је насељено место у општини Аристотел у периферији Средишња Македонија, Грчка. Према попису из 2021. године било је 7 становника.
Каливија Варварас или Варварске Колибе су колибарско насеље које су подигли мештани села Варвара. Први пут се помиње 1940. године са 97 становника.